# THE HOT CREWS
THE HOT CREWS（ザ・ホットクルーズ）は、日本の3ピースロックバンド。
1999年結成。地元神戸を中心にストリートライブを約4年間毎週末行う。
2004年7月マキシシングル『It’s over』を発表し、手売りのみの販売が2000枚を超える。
2005年より活動拠点を東京に移し、同年6月、NHK熱唱オンエアバトルに出演し、11月ミニアルバム『VISION』を発表。東名阪ツアーを行い、Sky PerfecTV(MJTV)のヘビーローテーションに選ばれる。
2006年からInter FM(76.1Mhz)のパーソナリティに抜擢され、2007年1stフルアルバム『明日へ 未来へ』を発表。初の全国ツアーを行う。
2007年12月ドラム:芝 広脱退、08年2月、新ドラム:坂大一雄を迎え活動開始。
2008年10月ヤマハ主催バンドサミット決勝大会にて最優秀ボーカル賞受賞。同年11月、自主企画イベント「FUKA~孵化~」を2ヶ月スパンで開始。
2009年7月ドラム:坂大 一雄脱退、09年8月、新ドラム:太田 択馬を迎え活動開始。
同年11月、渋谷CHELSEA HOTELでワンマンライブ「10年目の狂い咲き」を行う。
2010年6月自主レーベル「DAFUCA RECORDS」からミニアルバム「3」を発売。
同月、渋谷CHELSEA HOTELでワンマンライブ「梅雨のイナズマSP」を行う。
同年9月、ROCK in 台中 2010に出演。
2011年9月DAFUCA RECORDSからの2ndアルバム「ボクラノショウメイ」を発売。
2012年1月より無期限活動休止。
2014年11月より不定期ながら活動再開。

## メンバー
- 三井 大樹（ボーカル・ギター）1981年5月28日生まれ
- 彦根 利夫（ベース・コーラス）1981年6月11日生まれ
- 太田 択馬（ドラム・コーラス）1977年5月28日生まれ

## 元メンバー
- 芝 広（ドラム・コーラス）
- 坂大 一雄（ドラム）

## 作品

### album
- 『VISION』（2005年11月11日発売。）SBIX-2031
  - 1.GO
  - 2.vibration
  - 3.風
  - 4.SEE
  - 5.inside outside
- 『明日へ 未来へ』（2007年6月20日発売。）SBIX-2032
  - 1.It's over
  - 2.Make me high!
  - 3.1
  - 4.LOOP A to A
  - 5.種
  - 6.I don't know
  - 7.正夢
  - 8.光
- 『3』（2010年6月4日発売。）DAFR-1001
  - 1.おぼろ月
  - 2.nano second
  - 3.未知への道
  - 4.caravan
  - 5.大きな声
- 『ボクラノショウメイ』（2011年9月9日発売。）DAFR-1002
  - 1.煌めきの中で
  - 2.手と手をとって
  - 3.morning sun
  - 4.nobody knows
  - 5.凛と咲け

## 熱唱オンエアバトルの結果
| オンエア                                      | 放送                                          | 重量（KB） | 順位   | 曲名         |
| --------------------------------------------- | --------------------------------------------- | ---------- | ------ | ------------ |
| オンエア                                      | 33                                            | 473KB      | 2/10位 | It's over    |
| オンエア                                      | 40                                            | 401KB      | 3/10位 | SUNDAY NIGHT |
| オンエア                                      | 47                                            | 409KB      | 2/10位 | 風           |
| 第2回チャンピオン大会 セミファイナルBブロック | 第2回チャンピオン大会 セミファイナルBブロック | 385KB      | 7/11位 | Revolution   |